# Comunità montana delle Valli dell'Ossola
La Comunità montana delle Valli dell'Ossola è una ex comunità montana che raccoglieva tutti i 38 comuni della Val d'Ossola.

## Storia
La comunità montana è nata nel 2009 dall'accorpamento delle comunità montane: Valli Antigorio e Formazza, Valle Antrona, Valle Anzasca, Valle Ossola e Valle Vigezzo.
L'ente è divenuto operativo dal gennaio 2010 ed aveva sede a Domodossola.
L'ente è stato soppresso, insieme alle altre comunità montane del Piemonte, con la Legge regionale 28 settembre 2012, n. 11.
Il 31 dicembre 2015 l'ente ha cessato le proprie funzioni che sono state ripartite tra le seguenti unioni montane: Alta Ossola, Vigezzo, Valli dell'Ossola e Media Ossola.